# 色布精额
色布精额（穆麟德轉寫：sebjengge，？—？）是中华民国初年活跃于呼伦贝尔的土匪头目。
1911年辛亥革命后，色布精额参与巴布扎布领导的旨在复辟清朝的“勤王复国军”，联合日本扶植的宗社党，在内蒙古东部一带骚扰各旗。1916年，巴布扎布匪帮在昭乌达盟林西县城被张作霖、吴俊升部击败，巴布扎布被击毙。此后，色布精额和本巴扎布等率残部约1000余人退入索伦山、哈拉哈河、呼伦贝尔南部等地避难，休整扩军。色布精额试图与呼伦贝尔副都统公署“合作”，被副都统胜福拒绝。
1916年底—1917年初，色布精额伪装和平，接待副都统公署慰问代表，同时通过在海拉尔活动的人员，同日本方面建立联系，获取武器弹药，并策反副都统公署门官那木吉勒。
1917年农历四月，色布精额在却金查干诺尔集结兵力，准备进攻海拉尔；派那木吉勒欺骗驻防罕达盖的呼伦贝尔部队，成功突破防线，绕道直攻海拉尔旧城。春夏之间，色布精额匪帮占领海拉尔旧城，废除呼伦贝尔副都统公署，建立呼伦贝尔提督府，自行任命官员，并对呼伦贝尔城和中东铁路附属地展开洗劫和骚扰。农历八月十六，贵福等呼伦贝尔贵族率1200名民兵反攻海拉尔，驻海拉尔的俄国中东铁路护路军也向色布精额匪帮开炮轰击。色布精额匪帮不敌，死伤400余人。色布精额率80余名骑匪逃出海拉尔，达到红花尔基，收拢残部，共计200余骑。色布精额残部行至哈拉哈河边境，被博克多汗国的边防部队阻击，遂向南逃遁。
此后，色布精额率领的残匪继续在呼伦贝尔为祸，导致大量达斡尔族平民向齐齐哈尔、外蒙古、三河、扎敦河、乌奴耳等地迁移，以逃难避祸。